# Đường cao tốc Bắc – Nam phía Tây
Đường cao tốc Bắc – Nam phía Tây (ký hiệu toàn tuyến là CT.02) là tên gọi thông dụng nhất của một tuyến đường cao tốc thuộc hệ thống đường cao tốc của Việt Nam, chạy từ Bắc vào Nam Việt Nam, các tuyến còn lại là Quốc lộ 1, Đường cao tốc Bắc – Nam phía Đông và đường ven biển Việt Nam. Tuyến cao tốc có tổng chiều dài khoảng 1.200 km, được phân thành 22 đoạn tuyến, đi qua địa phận 23 tỉnh, thành phố: Tuyên Quang, Phú Thọ, Hà Nội, Thanh Hóa, Nghệ An, Hà Tĩnh, Quảng Trị, Huế, Đà Nẵng, Quảng Ngãi, Gia Lai, Đắk Lắk, Lâm Đồng, Đồng Nai, Thành phố Hồ Chí Minh, Tây Ninh, Đồng Tháp, Cần Thơ, An Giang. Phần lớn trục đường là do một số đoạn của đường Hồ Chí Minh (giai đoạn 3) nâng cấp thành.

## Thông tin xây dựng
Theo quy hoạch chi tiết toàn tuyến CT.02, các đoạn tuyến được đầu tư xây dựng đến năm 2025 là:
- Cao Lãnh – Lộ Tẻ: đã thông xe vào năm 2018.
- Lộ Tẻ – Rạch Sỏi: đã thông xe vào năm 2021.
- Tuyên Quang – Phú Thọ: đã thông xe vào năm 2023.
- Chơn Thành – Đức Hòa, Mỹ An – Cao Lãnh: đang thi công.
- Các đoạn Phú Thọ – Ba Vì, Ba Vì – Chợ Bến, Gia Nghĩa – Chơn Thành, Đức Hòa – Mỹ An: sẽ được đầu tư xây dựng trước 2030.
- Các đoạn Chợ Bến – Thạch Quảng, Thạch Quảng – Tân Kỳ, Tân Kỳ – Tri Lễ, Tri Lễ – Rộ, Ngọc Hồi – Pleiku, Pleiku – Buôn Ma Thuột, Buôn Ma Thuột – Gia Nghĩa đầu tư xây dựng sau 2030.
- Các đoạn Rộ - Vinh, Vinh – Bãi Vọt, Bãi Vọt - Hàm Nghi, Hàm Nghi - Vũng Áng, Vũng Áng - Bùng, Bùng – Vạn Ninh, Vạn Ninh - Cam Lộ, Cam Lộ – La Sơn, La Sơn - Tuý Loan, Tuý Loan – Ngọc Hồi đi trùng đường cao tốc Vinh – Thanh Thủy (), đường cao tốc Bắc – Nam phía Đông) () và đường cao tốc Đà Nẵng – Thạnh Mỹ – Ngọc Hồi – Bờ Y ().

## Chi tiết
| Số | Giai đoạn         | Tên tuyến                 | Điểm đầu                                                     | Điểm cuối                                                    | Chiều dài (km) | Số làn xe | Tốc độ khai thác | Khởi công  | Dự kiến hoàn thành | Thông xe kỹ thuật     | Khánh thành           | Thời gian thi công | Mở rộng |
| -- | ----------------- | ------------------------- | ------------------------------------------------------------ | ------------------------------------------------------------ | -------------- | --------- | ---------------- | ---------- | ------------------ | --------------------- | --------------------- | ------------------ | ------- |
| 1  | 2021-2025         | Tuyên Quang - Phú Thọ     | Lưỡng Vượng, Tuyên Quang Km 0 + 00                           | IC.9, Cao tốc Nội Bài - Lào Cai Km 40 + 200                  | 40,2           | 4         | 60-90 km/h       | 23/2/2021  | 2023               | 24/12/2023            | 24/12/2023            | 2 năm, 10 tháng    |         |
| 2  | 2021-2030         | Phú Thọ - Ba Vì           | IC.9, Cao tốc Nội Bài, Lào Cai                               | Km 2+500                                                     |                | 4         | 100-120 km/h     |            |                    |                       |                       |                    |         |
| 3  | 2021-2030         | Ba Vì - Chợ Bến           | Trùng                                                        |                                                              | 57             | 4-6       |                  |            |                    |                       |                       |                    |         |
| 4  | Sau 2030          | Chợ Bến - Thạch Quảng     |                                                              |                                                              | 62             |           |                  |            |                    |                       |                       |                    |         |
| 5  | Sau 2030          | Thạch Quảng - Tân Kỳ      |                                                              |                                                              | 174            |           |                  |            |                    |                       |                       |                    |         |
| 6  | Sau 2030          | Tân Kỳ – Tri Lễ           |                                                              |                                                              | 19             |           |                  |            |                    |                       |                       |                    |         |
| 7  | Sau 2030          | Tri Lễ - Rộ               |                                                              |                                                              | 40             |           |                  |            |                    |                       |                       |                    |         |
| 8  | 2021-2030         | Rộ - Vinh                 | Trùng Cao tốc Vinh - Thanh Thủy                              |                                                              |                |           |                  |            |                    |                       |                       |                    |         |
| 9  | 2017–2020         | Quốc lộ 46 – Bãi Vọt      | Hưng Tây, Hưng Nguyên Km 458 + 800                           | Thanh Bình Thịnh, Đức Thọ Km 479 + 300                       | 49,3 km        | 4         | 90 km/h          | 22/5/2021  | 5/2024             | 29/6/2024             | 29/6/2024             | 3 năm, 1 tháng     |         |
| 10 | 2021–2025         | Bãi Vọt – Hàm Nghi        | Thanh Bình Thịnh, Đức Thọ Km 479 + 117                       | Thạch Xuân, Thạch Hà Km 514 + 441                            | 35,28 km       | 4         | 90 km/h          | 1/1/2023   | 10/2025            | 19/4/2025             | 28/4/2025             | 2 năm, 3 tháng     |         |
| 11 | 2021–2025         | Hàm Nghi – Vũng Áng       | Thạch Xuân, Thạch Hà Km 514 + 300                            | Kỳ Tân, Kỳ Anh Km 568 + 182                                  | 54,2 km        | 4         | 90 km/h          | 1/1/2023   | 10/2025            | 19/4/2025             | 28/4/2025             | 2 năm, 3 tháng     |         |
| 12 | 2021–2025         | Vũng Áng – Bùng           | Kỳ Tân, Kỳ Anh Km 568 + 200                                  | Cự Nẫm, Bố Trạch Km 624 + 228                                | 55,34 km       | 4         | 80 – 90 km/h     | 1/1/2023   | 10/2025            |                       |                       |                    |         |
| 13 | 2021–2025         | Bùng – Vạn Ninh           | Cự Nẫm, Bố Trạch Km 625 + 000                                | Vạn Ninh, Quảng Ninh Km 674 + 556                            | 48,84 km       | 4         | 90 km/h          | 1/1/2023   | 10/2025            | 19/4/2025             | 28/4/2025             | 2 năm, 3 tháng     |         |
| 14 | 2021–2025         | Vạn Ninh – Cam Lộ         | Vạn Ninh, Quảng Ninh Km 675 + 400                            | Cam Hiếu, Cam Lộ Km 744 + 600 giao với Km 11 + 920 Quốc lộ 9 | 65,7 km        | 4         | 80 – 90 km/h     | 1/1/2023   | 10/2025            |                       |                       |                    |         |
| 15 | 2017–2020         | Cam Lộ – La Sơn           | Cam Hiếu, Cam Lộ Km 744 + 800 giao với Km 11 + 920 Quốc lộ 9 | Lộc Sơn, Phú Lộc Km 847 giao với Km 4 Tỉnh lộ 14B            | 98,35 km       | 2+2       | 80 km/h          | 16/9/2019  | 9/2021             | 31/12/2022            | 31/12/2022            | 3 năm, 3 tháng     |         |
| 16 | Đường Hồ Chí Minh | La Sơn – Hòa Liên         | Lộc Sơn, Phú Lộc Km 847                                      | Hòa Liên, Hòa Vang Km 913                                    | 66 km          | 2+2       | 60 – 80 km/h     | 22/12/2013 | 12/2017            | 16/4/2022             | 16/4/2022             | 8 năm, 3 tháng     |         |
| 17 | Đường Hồ Chí Minh | Hòa Liên – Túy Loan       | Hòa Liên, Hòa Vang Km 913                                    | Hòa Phong, Hòa Vang Km 924 + 550                             | 11,5 km        | 4+2       | 80 – 90 km/h     | 22/12/2013 | 12/2025            |                       |                       |                    |         |
| 18 | 2021-2030         | Đà Nẵng - Ngọc Hồi        | Trùng                                                        |                                                              |                |           |                  |            |                    |                       |                       |                    |         |
| 19 | 2021-2030         | Ngọc Hồi - Pleiku         |                                                              |                                                              | 90             |           |                  |            |                    |                       |                       |                    |         |
| 20 | 2021-2030         | Pleiku - Buôn Ma Thuột    |                                                              |                                                              | 160            |           |                  |            |                    |                       |                       |                    |         |
| 21 | 2021-2030         | Buôn Ma Thuột - Gia Nghĩa |                                                              |                                                              | 105            |           |                  |            |                    |                       |                       |                    |         |
| 22 | 2021-2030         | Gia Nghĩa - Chơn Thành    | Cao tốc Buôn Ma Thuột - Gia Nghĩa                            | Cao tốc TPHCM - Thủ Dầu Một - Chơn Thành                     | 128,8          | 4         | 100-120 km/h     | 2024       | 2027               |                       |                       |                    |         |
| 23 | Trước 2017        | Chơn Thành - Đức Hòa      | Cao tốc Gia Nghĩa, Chơn Thành                                | Cao tốc Đức Hòa - Thạnh Hóa                                  | 82,8           | 4         | 60-80 km/h       | 2009       | 11/2025            |                       |                       |                    |         |
| -  |                   | Đức Hòa - Mỹ An           |                                                              |                                                              |                |           |                  |            |                    |                       |                       |                    |         |
| 24 | 2021-2030         | Đức Hòa - Thạnh Hóa       |                                                              |                                                              | 33             |           |                  |            |                    |                       |                       |                    |         |
| 25 | 2021-2030         | Thạnh Hóa - Tân Thạnh     |                                                              |                                                              | 16             |           |                  |            |                    |                       |                       |                    |         |
| 26 | 2021-2030         | Tân Thạnh - Mỹ An         |                                                              |                                                              | 25             |           |                  |            |                    |                       |                       |                    |         |
| 27 | 2021-2030         | Mỹ An - Cao Lãnh          | Quốc lộ N2 (đoạn qua Mỹ An, Tháp Mười)                       | Cao tốc Cao Lãnh - Vàm Cống                                  | 26,6           | 4         | 60-80 km/h       | 2024       | 2025               |                       |                       |                    |         |
| 28 | 2017-2020         | Cao Lãnh - Vàm Cống       | Cao tốc Mỹ An - Cao Lãnh                                     | Nút giao Lộ Tẻ, Vĩnh Thạnh, Cần Thơ                          | 29             | 4+2       | 60-80 km/h       |            |                    | 5/2018 (tiền cao tốc) | 5/2018 (tiền cao tốc) |                    | 2024    |
| 29 | 2017-2020         | Lộ Tẻ - Rạch Sỏi          | Nút giao Lộ Tẻ (Vĩnh Thạnh)                                  | Km 53 + 533, Rạch Giá, Kiên Giang                            | 51             | 4         | 50-80 km/h       | 17/1/2016  |                    | 12/1/2021             | 12/1/2021             | 5 năm              | 2024    |

Ghi chú
| Đã hoàn thành | Đang thi công | Chậm tiến độ | Chưa thi công |

Chú thích

## Thông tin các tuyến

### Đoạn Tuyên Quang – Phú Thọ
Đường cao tốc Tuyên Quang – Phú Thọ là một đoạn đường cao tốc thuộc hệ thống đường cao tốc Bắc – Nam phía Tây có chiều dài 40,2 km, trong đó khoảng 29 km đi qua tỉnh Phú Thọ, còn lại thuộc tỉnh Tuyên Quang. Điểm đầu dự án ở xã Lưỡng Vượng, Thành phố Tuyên Quang; điểm cuối tại nút giao IC.9 của đường cao tốc Nội Bài – Lào Cai thuộc thị xã Phú Thọ.
Công trình được khởi công vào ngày 23 tháng 2 năm 2021 và khánh thành vào ngày 24 tháng 12 năm 2023.

### Đoạn Ba Vì – Chợ Bến
Đoạn này trùng với đường vành đai 5 (Hà Nội).

### Đoạn Rộ – Vinh
Đoạn này trùng với đường cao tốc Vinh – Thanh Thủy.

### Đoạn Vinh – Đà Nẵng
Đoạn này trùng với đường cao tốc Bắc – Nam phía Đông.

### Đoạn Đà Nẵng – Ngọc Hồi
Đoạn này trùng với đường cao tốc Đà Nẵng – Thạnh Mỹ – Ngọc Hồi – Bờ Y.

### Đoạn Gia Nghĩa – Chơn Thành
Đường cao tốc Gia Nghĩa – Chơn Thành là một đoạn đường cao tốc thuộc hệ thống đường cao tốc Bắc – Nam phía Tây có tổng chiều dài là 128,8 km, trong đó, đoạn qua Đắk Nông dài 27,8 km và đoạn qua Bình Phước dài 101 km. Điểm đầu tuyến đường giao với đường cao tốc Buôn Ma Thuột – Gia Nghĩa thuộc thành phố Gia Nghĩa, tỉnh Đắk Nông và điểm cuối giao với đường cao tốc Thành phố Hồ Chí Minh – Thủ Dầu Một – Chơn Thành và nối với đường cao tốc Chơn Thành – Đức Hòa tại thị xã Chơn Thành, tỉnh Bình Phước.
Dự kiến sẽ thông qua chủ trương đầu tư dự án vào tháng 11 năm 2023, hoàn thành lập dự án vào tháng 3 năm 2024, phê duyệt dự án vào tháng 6 năm 2024, thi công từ tháng 10 năm 2024 đến hết năm 2026, đưa vào vận hành khai thác từ tháng 1 năm 2027.

### Đoạn Chơn Thành – Đức Hòa
Đường cao tốc Chơn Thành – Đức Hòa là một đoạn đường cao tốc thuộc hệ thống đường cao tốc Bắc – Nam phía Tây có tổng chiều dài là 82,75 km, điểm đầu tại giao với đường cao tốc Gia Nghĩa – Chơn Thành thuộc thị xã Chơn Thành, tỉnh Bình Phước và điểm cuối nối với đường cao tốc Đức Hòa – Thạnh Hoá tại huyện Đức Hòa, tỉnh Long An.
Dự án đã được chính thức tái khởi công vào ngày 18 tháng 11 năm 2023, dự kiến sẽ hoàn thành vào năm 2025.

### Đoạn Đức Hòa – Mỹ An
Hình thành trên cơ sở nâng cấp Quốc lộ N2 lên tiêu chuẩn đường cao tốc với chiều dài khoảng 81 km đã được đầu tư đưa vào khai thác từ năm 2008, hiện nay mặt đường nhỏ hẹp, đã xuống cấp, không đảm bảo khả năng khai thác, tiềm ẩn nguy cơ mất an toàn giao thông. Theo quy hoạch, đoạn này sẽ được đầu tư theo tiêu chuẩn đường cao tốc vào giai đoạn trước năm 2030. Trong đó, đoạn Thạnh Hóa – Tân Thạnh sẽ được đầu tư xây dựng mới (đi song song phía Nam đoạn trùng Quốc lộ 62 và Quốc lộ N2) theo tiêu chuẩn đường cao tốc loại A, vận tốc thiết kế 100 km/h, bao gồm 6 làn xe và 2 làn dừng khẩn cấp); giai đoạn 1 vận tôc thiết kế 80km/h bao gồm 4 làn xe (có điểm dừng khẩn cấp)

### Đường cao tốc Mỹ An – Cao Lãnh
Đường cao tốc Mỹ An – Cao Lãnh là một đoạn đường cao tốc thuộc hệ thống đường cao tốc Bắc – Nam phía Tây thuộc tỉnh Đồng Tháp, có điểm đầu tuyến tại nút giao với Quốc lộ N2 tại thị trấn Mỹ An, huyện Tháp Mười và điểm cuối tuyến giao với đường cao tốc Cao Lãnh – Vàm Cống và Quốc lộ 30 tại nút giao An Bình thuộc huyện Cao Lãnh, tỉnh Đồng Tháp. Theo quy hoạch mạng lưới đường bộ đã được Thủ tướng Chính phủ phê duyệt, tuyến đường sẽ trở thành một phần của đường cao tốc Bắc – Nam phía Tây trong tương lai.
Dự án dự kiến sẽ được khởi công vào năm 2024 và dự kiến hoàn thành trước năm 2025.

### Đường cao tốc Cao Lãnh – Vàm Cống
Đường cao tốc Cao Lãnh – Vàm Cống (hiện nay được gọi tạm là Quốc lộ N2B) là một đoạn đường cao tốc thuộc hệ thống đường cao tốc Bắc – Nam phía Tây nối Đồng Tháp với Cần Thơ, có điểm đầu tuyến giao với đường cao tốc Mỹ An – Cao Lãnh và Quốc lộ 30 tại nút giao An Bình thuộc huyện Cao Lãnh, tỉnh Đồng Tháp và điểm cuối tuyến giao với tuyến tránh thành phố Long Xuyên tại nút giao Lộ Tẻ thuộc huyện Vĩnh Thạnh, thành phố Cần Thơ, kết nối Quốc lộ 80 và Quốc lộ 91.
Tuyến được đưa vào sử dụng vào tháng 5 năm 2018.

### Đường cao tốc Lộ Tẻ – Rạch Sỏi
Đường cao tốc Lộ Tẻ – Rạch Sỏi với tổng chiều dài 51,17 km rộng 17 m, quy mô 4 làn xe, vận tốc thiết kế giai đoạn 1 là 80 km/h. Công trình được khởi công giữa năm 2016, điểm đầu kết nối với cầu Vàm Cống (Cần Thơ), điểm cuối nối với tuyến tránh Thành phố Rạch Giá (huyện Châu Thành, tỉnh Kiên Giang).
Dự án hoàn thành đầu năm 2021. Đây là tuyến cao tốc thứ hai của đồng bằng sông Cửu Long sau tuyến Thành phố Hồ Chí Minh – Trung Lương.

## Lộ trình chi tiết
- IC - Nút giao, JCT - Điểm lên xuống, SA - Khu vực dịch vụ (Trạm dừng nghỉ), TN - Hầm đường bộ, TG - Trạm thu phí, BR - Cầu
- Lưu ý:

- Đơn vị đo khoảng cách là km.
- Những điểm trên đoạn đường nằm ngoài hệ thống cao tốc CT.02 được in nghiêng và đánh dấu hoa thị (*).

### Đoạn Tuyên Quang - Vinh

#### Đoạn Tuyên Quang - Cổ Tiết
| Số                                                                       | Tên                                   | Khoảng cách từ đầu tuyến              | Kết nối                               | Ghi chú                                          | Vị trí                                | Vị trí                                |
| Kết nối trực tiếp với đường Phạm Hùng                                    | Kết nối trực tiếp với đường Phạm Hùng | Kết nối trực tiếp với đường Phạm Hùng | Kết nối trực tiếp với đường Phạm Hùng | Kết nối trực tiếp với đường Phạm Hùng            | Kết nối trực tiếp với đường Phạm Hùng | Kết nối trực tiếp với đường Phạm Hùng |
| ------------------------------------------------------------------------ | ------------------------------------- | ------------------------------------- | ------------------------------------- | ------------------------------------------------ | ------------------------------------- | ------------------------------------- |
| 1                                                                        | IC Lưỡng Vượng                        | 0.0                                   | Quốc lộ 2                             | Đầu tuyến đường cao tốc                          | Tuyên Quang                           | Thành phố Tuyên Quang                 |
| 2                                                                        | IC Yên Sơn                            | 8.9                                   | Quốc lộ 2D                            | Kết nối với Đường cao tốc Tuyên Quang – Hà Giang | Tuyên Quang                           | Yên Sơn                               |
| BR                                                                       | Cầu Đoan Hùng                         | ↓                                     |                                       | Vượt sông Chảy                                   | Phú Thọ                               | Đoan Hùng                             |
| 3                                                                        | IC Đoan Hùng                          | 17.2                                  | Quốc lộ 70                            |                                                  | Phú Thọ                               | Đoan Hùng                             |
| 4                                                                        | IC Đường tỉnh 314B                    | 30.5                                  | Đường tỉnh 314B                       |                                                  | Phú Thọ                               | Ranh giới Đoan Hùng – Thanh Ba        |
| 5                                                                        | IC Đường tỉnh 315B                    | 40.2                                  | Đường tỉnh 315B                       |                                                  | Phú Thọ                               | Thị xã Phú Thọ                        |
| 6                                                                        | IC Phú Thọ                            | 42.3                                  | Đường cao tốc Nội Bài – Lào Cai       |                                                  | Phú Thọ                               | Thị xã Phú Thọ                        |
| BR                                                                       | Cầu vượt đường sắt                    | ↓                                     |                                       | Vượt đường sắt Hà Nội – Lào Cai                  | Phú Thọ                               | Thị xã Phú Thọ                        |
| BR                                                                       | Cầu Ngọc Tháp                         | ↓                                     |                                       | Vượt sông Hồng                                   | Phú Thọ                               | Ranh giới Thị xã Phú Thọ – Tam Nông   |
| 7                                                                        | IC Quốc lộ 32C                        |                                       | Quốc lộ 32C                           | Chưa thi công                                    | Phú Thọ                               | Tam Nông                              |
| 8                                                                        | IC Quốc lộ 32                         |                                       | Quốc lộ 32                            |                                                  | Phú Thọ                               | Tam Nông                              |
| 9                                                                        | IC Cổ Tiết                            |                                       | Quốc lộ 32                            | Chưa thi công                                    | Phú Thọ                               | Tam Nông                              |
| Kết nối trực tiếp với Đường cao tốc Phú Thọ – Ba Vì ( Đường Hồ Chí Minh) |                                       |                                       |                                       |                                                  |                                       |                                       |
| 1.000 mi = 1.609 km; 1.000 km = 0.621 mi                                 |                                       |                                       |                                       |                                                  |                                       |                                       |

### Đoạn Vinh - Túy Loan
| Số                                                      | Tên                                                     | Khoảng cách từ đầu tuyến                                | Kết nối                                                 | Ghi chú                                                   | Vị trí                                                  | Vị trí                                                  |
| Kết nối trực tiếp với Đường cao tốc Diễn Châu – Bãi Vọt | Kết nối trực tiếp với Đường cao tốc Diễn Châu – Bãi Vọt | Kết nối trực tiếp với Đường cao tốc Diễn Châu – Bãi Vọt | Kết nối trực tiếp với Đường cao tốc Diễn Châu – Bãi Vọt | Kết nối trực tiếp với Đường cao tốc Diễn Châu – Bãi Vọt   | Kết nối trực tiếp với Đường cao tốc Diễn Châu – Bãi Vọt | Kết nối trực tiếp với Đường cao tốc Diễn Châu – Bãi Vọt |
| ------------------------------------------------------- | ------------------------------------------------------- | ------------------------------------------------------- | ------------------------------------------------------- | --------------------------------------------------------- | ------------------------------------------------------- | ------------------------------------------------------- |
| 1                                                       | IC Quốc lộ 46A                                          | 458.8                                                   | Đường cao tốc Vinh – Thanh Thủy Quốc lộ 46A             | Kết nối với Đường cao tốc Tri Lễ – Rộ Chưa thi công       | Hưng Nguyên                                             |                                                         |
| BR                                                      | Cầu Sông Đào 1                                          | ↓                                                       |                                                         | Vượt sông Đào                                             | Hưng Nguyên                                             |                                                         |
| BR                                                      | Cầu Sông Đào 2                                          | ↓                                                       |                                                         | Vượt sông Đào                                             | Hưng Nguyên                                             |                                                         |
| BR                                                      | Cầu Sông Đào 3                                          | ↓                                                       |                                                         | Vượt sông Đào                                             | Hưng Nguyên                                             |                                                         |
| BR                                                      | Cầu Hưng Thịnh 1                                        | ↓                                                       |                                                         | Vượt Đường sắt Bắc Nam                                    | Hưng Nguyên                                             |                                                         |
| BR                                                      | Cầu Hưng Đức                                            | ↓                                                       |                                                         | Vượt sông Lam                                             | Ranh giới Nghệ An – Hà Tĩnh                             | Ranh giới Nghệ An – Hà Tĩnh                             |
| SA                                                      | Trạm dừng nghỉ                                          | 478.2                                                   |                                                         | Chưa thi công                                             | Hà Tĩnh                                                 | Đức Thọ                                                 |
| TG                                                      | Trạm thu phí                                            | 479.2                                                   |                                                         |                                                           | Hà Tĩnh                                                 | Đức Thọ                                                 |
| 2                                                       | IC Bãi Vọt                                              | 479.3                                                   | Quốc lộ 8                                               |                                                           | Hà Tĩnh                                                 | Đức Thọ                                                 |
| 3                                                       | IC Đường tỉnh 548                                       | 494.6                                                   | Đường tỉnh 548                                          |                                                           | Hà Tĩnh                                                 | Can Lộc                                                 |
| 4                                                       | IC Lưu Vĩnh Sơn                                         | 508.8                                                   | Đường tỉnh 550                                          |                                                           | Hà Tĩnh                                                 | Thạch Hà                                                |
| -                                                       | Hàm Nghi                                                | 514.4                                                   | Đường Hàm Nghi                                          | Không thi công nút giao                                   | Hà Tĩnh                                                 | Thành phố Hà Tĩnh                                       |
| 5                                                       | IC Cẩm Quan                                             | 523.3                                                   | Quốc lộ 1                                               |                                                           | Hà Tĩnh                                                 | Cẩm Xuyên                                               |
| SA                                                      | Trạm dừng nghỉ                                          | 534.3                                                   |                                                         | Chưa thi công                                             | Hà Tĩnh                                                 | Cẩm Xuyên                                               |
| 6                                                       | IC Kỳ Trung                                             | 555.5                                                   |                                                         |                                                           | Hà Tĩnh                                                 | Huyện Kỳ Anh                                            |
| 7                                                       | IC Quảng Hợp                                            | 584.9                                                   | Đường tỉnh 558B                                         | Chưa thi công                                             | Hà Tĩnh                                                 | Huyện Kỳ Anh                                            |
| 8                                                       | IC Vũng Áng                                             | 568.5                                                   | Quốc lộ 12C                                             |                                                           | Hà Tĩnh                                                 | Thị xã Kỳ Anh                                           |
| TN                                                      | Hầm đường bộ Đèo Bụt                                    | ↓                                                       |                                                         | Hoàn thiện 1 nhánh hầm ở giai đoạn 1                      | Hà Tĩnh                                                 | Ranh giới Thị xã Kỳ Anh – Huyện Kỳ Anh                  |
| SA                                                      | Trạm dừng nghỉ                                          | 594.4                                                   |                                                         | Chưa thi công                                             | Quảng Trị                                               | Quảng Trạch                                             |
| 9                                                       | IC Tiến – Châu – Văn Hoá                                | 597.9                                                   | Đường Tiến – Châu – Văn Hoá                             |                                                           | Quảng Trị                                               | Quảng Trạch                                             |
| 10                                                      | IC Quốc lộ 12A                                          | 605.8                                                   | Quốc lộ 12A                                             |                                                           | Quảng Trị                                               | Quảng Trạch                                             |
| BR                                                      | Cầu Sông Gianh                                          | ↓                                                       | Vượt sông Gianh                                         |                                                           | Quảng Trị                                               | Ba Đồn                                                  |
| BR                                                      | Cầu Minh Lệ                                             | ↓                                                       | Vượt Đường sắt Bắc Nam và sông Nan                      |                                                           | Quảng Trị                                               | Ba Đồn                                                  |
| BR                                                      | Cầu Sông Son                                            | ↓                                                       | Vượt sông Son                                           |                                                           | Quảng Trị                                               | Ba Đồn                                                  |
| BR                                                      | Cầu vượt đường HCM                                      | 623.85                                                  |                                                         |                                                           | Quảng Trị                                               | Bố Trạch                                                |
| -                                                       | Bùng                                                    | 625                                                     |                                                         |                                                           | Quảng Trị                                               | Bố Trạch                                                |
| 11                                                      | IC Cự Nẫm                                               | 626.7                                                   |                                                         |                                                           | Quảng Trị                                               | Bố Trạch                                                |
| 12                                                      | IC Việt Trung                                           | 643.5                                                   | Đường tỉnh 563                                          |                                                           | Quảng Trị                                               | Bố Trạch                                                |
| SA                                                      | Trạm dừng nghỉ                                          | 651                                                     |                                                         | Chưa thi công                                             | Quảng Trị                                               | Đồng Hới                                                |
| 13                                                      | IC Nhật Lệ 2                                            | 657.85                                                  | Đường Hồ Chí Minh và Quốc lộ 1                          |                                                           | Quảng Trị                                               | Đồng Hới                                                |
| BR                                                      | Cầu Long Đại 2                                          | ↓                                                       |                                                         | Vượt sông Long Đại                                        | Quảng Trị                                               | Quảng Ninh                                              |
| 14                                                      | IC Vạn Ninh                                             | 674.6                                                   | Quốc lộ 9B                                              |                                                           | Quảng Trị                                               | Quảng Ninh                                              |
| 15                                                      | IC Quốc lộ 9C                                           | 690.5                                                   | Quốc lộ 9C                                              |                                                           | Quảng Trị                                               | Lệ Thủy                                                 |
| 16                                                      | IC Bến Quan                                             | 713.3                                                   | Quốc lộ 9D                                              |                                                           | Quảng Trị                                               | Vĩnh Linh                                               |
| BR                                                      | Cầu Bến Quan                                            | ↓                                                       | Vượt sông Sa Lung                                       |                                                           | Quảng Trị                                               | Vĩnh Linh                                               |
| BR                                                      | Cầu Bến Tắt                                             | ↓                                                       | Vượt sông Bến Hải                                       |                                                           | Quảng Trị                                               | Ranh giới Vĩnh Linh – Gio Linh                          |
| SA                                                      | Trạm dừng nghỉ                                          | 725.5                                                   |                                                         | Đang thi công                                             | Quảng Trị                                               | Gio Linh                                                |
| 17                                                      | IC Đường tỉnh 75                                        | 727.3                                                   | Đường tỉnh 75                                           | Đang thi công                                             | Quảng Trị                                               | Gio Linh                                                |
| 18                                                      | IC Cam Lộ                                               | 739.5                                                   | Quốc lộ 9 (cũ)                                          |                                                           | Quảng Trị                                               | Cam Lộ                                                  |
| -                                                       | IC CT.19                                                |                                                         | Đường cao tốc Cam Lộ – Lao Bảo                          | Chưa thi công                                             | Quảng Trị                                               | Cam Lộ                                                  |
| TG                                                      | Trạm thu phí Cam Lộ                                     |                                                         |                                                         | Chưa thi công                                             | Quảng Trị                                               | Cam Lộ                                                  |
| BR                                                      | Cầu Thạch Hãn                                           | ↓                                                       |                                                         | Vượt sông Thạch Hãn                                       | Quảng Trị                                               | Ranh giới Triệu Phong – Thị xã Quảng Trị                |
| 19                                                      | IC Quốc lộ 15D                                          | 769.6                                                   | Quốc lộ 15D                                             |                                                           | Quảng Trị                                               | Hải Lăng                                                |
| BR                                                      | Cầu Thác Ma                                             | ↓                                                       |                                                         | Vượt sông Thác Ma                                         | Quảng Trị                                               | Hải Lăng                                                |
| BR                                                      | Cầu Ô Lâu                                               | ↓                                                       |                                                         | Vượt sông Ô Lâu                                           | Huế                                                     | Thị xã Phong Điền                                       |
| 20                                                      | IC Đường tỉnh 9B                                        | 708.8                                                   | Đường tỉnh 9B                                           |                                                           | Huế                                                     | Thị xã Phong Điền                                       |
| BR                                                      | Cầu Sông Rô                                             | ↓                                                       |                                                         | Vượt sông Rô                                              | Huế                                                     | Ranh giới Thị xã Phong Điền – Thị xã Hương Trà          |
| SA                                                      | Trạm dừng nghỉ                                          | 803.5                                                   |                                                         | Hướng Nam – Bắc Đang thi công                             | Huế                                                     | Thị xã Hương Trà                                        |
| 21                                                      | IC Bắc Tránh Huế                                        | 809                                                     | Quốc lộ 1 (Đường tránh Huế) Quốc lộ 49                  |                                                           | Huế                                                     | Phú Xuân                                                |
| BR                                                      | Cầu Tuần 2                                              | ↓                                                       |                                                         | Vượt sông Hương                                           | Huế                                                     | Ranh giới Phú Xuân – Thuận Hóa                          |
| SA                                                      | Trạm dừng nghỉ                                          | 815.6                                                   |                                                         | Hướng Bắc – Nam Đang thi công                             | Huế                                                     | Thị xã Hương Thủy                                       |
| 22                                                      | IC La Sơn                                               | 837.9                                                   | Đường tỉnh 14B                                          |                                                           | Huế                                                     | Phú Lộc                                                 |
| 23                                                      | IC Khe Tre                                              |                                                         | Đường tỉnh 14B                                          |                                                           | Huế                                                     | Phú Lộc                                                 |
| TN                                                      | Hầm đường bộ Mũi Trâu                                   | ↓                                                       |                                                         |                                                           | Đà Nẵng                                                 | Hòa Vang                                                |
| BR                                                      | Cầu Sông Nam                                            | ↓                                                       |                                                         | Vượt sông Nam                                             | Đà Nẵng                                                 | Hòa Vang                                                |
| 24                                                      | IC Hòa Liên                                             | 903.5                                                   | Quốc lộ 1 (Đường tránh Nam Hải Vân)                     |                                                           | Đà Nẵng                                                 | Hòa Vang                                                |
| 25                                                      | IC CT.21                                                | -                                                       | Đường cao tốc Đà Nẵng – Ngọc Hồi – Bờ Y                 | Kết nối với Đường cao tốc Ngọc Hồi – Pleiku Chưa thi công | Đà Nẵng                                                 | Hòa Vang                                                |
| Kết nối trực tiếp với Đường cao tốc La Sơn – Túy Loan   |                                                         |                                                         |                                                         |                                                           |                                                         |                                                         |
| 1.000 mi = 1.609 km; 1.000 km = 0.621 mi                |                                                         |                                                         |                                                         |                                                           |                                                         |                                                         |

### Đoạn Ngọc Hồi - Đức Hòa

#### Đoạn Gia Nghĩa - Đức Hòa
| Số                                                                                 | Tên                                                                                | Khoảng cách từ đầu tuyến                                                           | Kết nối                                                                            | Ghi chú                                                                            | Vị trí                                                                             | Vị trí                                                                             |
| Kết nối trực tiếp với Đường cao tốc Buôn Ma Thuột – Gia Nghĩa ( Đường Hồ Chí Minh) | Kết nối trực tiếp với Đường cao tốc Buôn Ma Thuột – Gia Nghĩa ( Đường Hồ Chí Minh) | Kết nối trực tiếp với Đường cao tốc Buôn Ma Thuột – Gia Nghĩa ( Đường Hồ Chí Minh) | Kết nối trực tiếp với Đường cao tốc Buôn Ma Thuột – Gia Nghĩa ( Đường Hồ Chí Minh) | Kết nối trực tiếp với Đường cao tốc Buôn Ma Thuột – Gia Nghĩa ( Đường Hồ Chí Minh) | Kết nối trực tiếp với Đường cao tốc Buôn Ma Thuột – Gia Nghĩa ( Đường Hồ Chí Minh) | Kết nối trực tiếp với Đường cao tốc Buôn Ma Thuột – Gia Nghĩa ( Đường Hồ Chí Minh) |
| ---------------------------------------------------------------------------------- | ---------------------------------------------------------------------------------- | ---------------------------------------------------------------------------------- | ---------------------------------------------------------------------------------- | ---------------------------------------------------------------------------------- | ---------------------------------------------------------------------------------- | ---------------------------------------------------------------------------------- |
| 1                                                                                  | IC Nhân Cơ                                                                         | 0.0                                                                                | Quốc lộ 14                                                                         | Đầu tuyến đường cao tốc Đang thi công                                              | Lâm Đồng                                                                           | Đắk R'lấp                                                                          |
| 2                                                                                  | IC Đắk R'lấp                                                                       |                                                                                    | Quốc lộ 14                                                                         | Đang thi công                                                                      | Lâm Đồng                                                                           | Đắk R'lấp                                                                          |
| 3                                                                                  | IC Đồng Xoài                                                                       |                                                                                    | Đường tỉnh 41                                                                      | Đang thi công                                                                      | Đồng Nai                                                                           | Thành phố Đồng Xoài                                                                |
| 4                                                                                  | IC Chơn Thành                                                                      |                                                                                    | Đường cao tốc Thành phố Hồ Chí Minh – Chơn Thành – Hoa Lư                          | Đang thi công                                                                      | Đồng Nai                                                                           | Thị xã Chơn Thành                                                                  |
| 5                                                                                  | JCT Quốc lộ 14                                                                     |                                                                                    | Quốc lộ 14                                                                         | Đang thi công                                                                      | Đồng Nai                                                                           | Thị xã Chơn Thành                                                                  |
| 6                                                                                  | IC Quốc lộ 13                                                                      |                                                                                    | Quốc lộ 13                                                                         |                                                                                    | Đồng Nai                                                                           | Thị xã Chơn Thành                                                                  |
| 7                                                                                  | IC Đường tỉnh 750                                                                  |                                                                                    | Đường tỉnh 750                                                                     | Đang thi công                                                                      | Thành phố Hồ Chí Minh                                                              | Bàu Bàng                                                                           |
| 8                                                                                  | IC Mỹ Phước – Tân Vạn                                                              |                                                                                    | Đường Mỹ Phước – Tân Vạn                                                           | Đang thi công                                                                      | Thành phố Hồ Chí Minh                                                              | Bàu Bàng                                                                           |
| 9                                                                                  | IC Đường tỉnh 748                                                                  |                                                                                    | Đường tỉnh 748                                                                     | Đang thi công                                                                      | Thành phố Hồ Chí Minh                                                              | Dầu Tiếng                                                                          |
| 10                                                                                 | IC Đường tỉnh 744                                                                  |                                                                                    | Đường tỉnh 744                                                                     | Đang thi công                                                                      | Thành phố Hồ Chí Minh                                                              | Dầu Tiếng                                                                          |
| BR                                                                                 | Cầu Thanh An                                                                       | ↓                                                                                  |                                                                                    | Vượt sông Sài Gòn Đang thi công                                                    | Ranh giới Thành phố Hồ Chí Minh - Tây Ninh                                         | Ranh giới Thành phố Hồ Chí Minh - Tây Ninh                                         |
| 11                                                                                 | IC Đường tỉnh 789                                                                  |                                                                                    | Đường tỉnh 789                                                                     | Đang thi công                                                                      | Tây Ninh                                                                           | Thị xã Trảng Bàng                                                                  |
| 12                                                                                 | IC CT.31                                                                           |                                                                                    | Đường cao tốc Thành phố Hồ Chí Minh – Mộc Bài                                      | Đang thi công                                                                      | Tây Ninh                                                                           | Thị xã Trảng Bàng                                                                  |
| 13                                                                                 | IC Quốc lộ 22                                                                      |                                                                                    | Quốc lộ 22                                                                         | Đang thi công                                                                      | Tây Ninh                                                                           | Thị xã Trảng Bàng                                                                  |
| 14                                                                                 | IC Thành Thành Công                                                                |                                                                                    | Đường trục khu công nghiệp Thành Thành Công                                        | Đang thi công                                                                      | Tây Ninh                                                                           | Thị xã Trảng Bàng                                                                  |
| -                                                                                  | IC Lộc Giang                                                                       |                                                                                    | Đường cao tốc Đức Hòa – Thạnh Hóa                                                  | Đề xuất điều chỉnh                                                                 | Tây Ninh                                                                           | Đức Hòa                                                                            |
| 15                                                                                 | IC Đường tỉnh 822B                                                                 |                                                                                    | Đường tỉnh 822B                                                                    | Đang thi công                                                                      | Tây Ninh                                                                           | Đức Hòa                                                                            |
| 16                                                                                 | IC Đức Hòa                                                                         |                                                                                    | Đường vành đai 4 (Thành phố Hồ Chí Minh) Quốc lộ N2 ( Đường Hồ Chí Minh)           | Cuối tuyến đường cao tốc Đang thi công                                             | Tây Ninh                                                                           | Đức Hòa                                                                            |
| Kết nối trực tiếp với Quốc lộ N2 ( Đường Hồ Chí Minh)                              |                                                                                    |                                                                                    |                                                                                    |                                                                                    |                                                                                    |                                                                                    |
| 1.000 mi = 1.609 km; 1.000 km = 0.621 mi                                           |                                                                                    |                                                                                    |                                                                                    |                                                                                    |                                                                                    |                                                                                    |

### Đoạn Đức Hòa - Rạch Sỏi

#### Đoạn Mỹ An - Rạch Sỏi
| Số                                                    | Tên                                                   | Khoảng cách từ đầu tuyến                              | Kết nối                                               | Ghi chú                                               | Vị trí                                                | Vị trí                                                |
| Kết nối trực tiếp với Đường cao tốc Tân Thạnh – Mỹ An | Kết nối trực tiếp với Đường cao tốc Tân Thạnh – Mỹ An | Kết nối trực tiếp với Đường cao tốc Tân Thạnh – Mỹ An | Kết nối trực tiếp với Đường cao tốc Tân Thạnh – Mỹ An | Kết nối trực tiếp với Đường cao tốc Tân Thạnh – Mỹ An | Kết nối trực tiếp với Đường cao tốc Tân Thạnh – Mỹ An | Kết nối trực tiếp với Đường cao tốc Tân Thạnh – Mỹ An |
| ----------------------------------------------------- | ----------------------------------------------------- | ----------------------------------------------------- | ----------------------------------------------------- | ----------------------------------------------------- | ----------------------------------------------------- | ----------------------------------------------------- |
| 1                                                     | IC Mỹ An                                              | 0.0                                                   | Quốc lộ N2                                            | Đầu tuyến đường cao tốc Chưa thi công                 | Đồng Tháp                                             | Tháp Mười                                             |
| 2                                                     | IC Đường tỉnh 847                                     |                                                       | Đường tỉnh 847                                        | Đang thi công                                         | Đồng Tháp                                             | Huyện Cao Lãnh                                        |
| 3                                                     | IC CT.36                                              |                                                       | Đường cao tốc Hồng Ngự – Trà Vinh                     | Đang thi công                                         | Đồng Tháp                                             | Huyện Cao Lãnh                                        |
| 4                                                     | IC An Bình                                            |                                                       | Quốc lộ 30                                            |                                                       | Đồng Tháp                                             | Huyện Cao Lãnh                                        |
| BR                                                    | Cầu Đình Trung                                        | ↓                                                     |                                                       | Vượt sông Đình Trung                                  | Đồng Tháp                                             | Ranh giới Huyện Cao Lãnh – Thành phố Cao Lãnh         |
| BR                                                    | Cầu Linh Sơn                                          | ↓                                                     |                                                       | Vượt sông Cao Lãnh                                    | Đồng Tháp                                             | Thành phố Cao Lãnh                                    |
| BR                                                    | Cầu Tịnh Thới                                         | ↓                                                     |                                                       |                                                       | Đồng Tháp                                             | Thành phố Cao Lãnh                                    |
| 5                                                     | IC Tịnh Thới                                          |                                                       | Đường Tân Việt Hòa                                    |                                                       | Đồng Tháp                                             | Thành phố Cao Lãnh                                    |
| BR                                                    | Cầu Cao Lãnh                                          | ↓                                                     |                                                       | Vượt sông Tiền                                        | Đồng Tháp                                             | Ranh giới Thành phố Cao Lãnh – Lấp Vò                 |
| 6                                                     | IC Tân Mỹ                                             |                                                       | Đường tỉnh 849                                        |                                                       | Đồng Tháp                                             | Lấp Vò                                                |
| SA                                                    | Trạm dừng nghỉ Nguyễn Bình                            |                                                       |                                                       | Hướng đi Cao Lãnh                                     | Đồng Tháp                                             | Lấp Vò                                                |
| BR                                                    | Cầu Lấp Vò                                            | ↓                                                     |                                                       | Vượt kênh Lấp Vò và Quốc lộ 80                        | Đồng Tháp                                             | Lấp Vò                                                |
| 7                                                     | IC Quốc lộ 80                                         |                                                       | Quốc lộ 80                                            |                                                       | Đồng Tháp                                             | Lấp Vò                                                |
| 8                                                     | IC Quốc lộ 54                                         |                                                       | Quốc lộ 54                                            |                                                       | Đồng Tháp                                             | Lấp Vò                                                |
| BR                                                    | Cầu Vàm Cống                                          | ↓                                                     |                                                       | Vượt sông Hậu                                         | Ranh giới Đồng Tháp – Cần Thơ                         | Ranh giới Đồng Tháp – Cần Thơ                         |
| 9                                                     | IC Lộ Tẻ                                              |                                                       | Quốc lộ 80 Quốc lộ 91 (Tuyến tránh Long Xuyên)        |                                                       | Cần Thơ                                               | Vĩnh Thạnh                                            |
| 10                                                    | IC Vĩnh Thạnh                                         |                                                       | Đường tỉnh 919                                        |                                                       | Cần Thơ                                               | Vĩnh Thạnh                                            |
| 11                                                    | IC CT.34                                              |                                                       | Đường cao tốc Châu Đốc – Cần Thơ – Sóc Trăng          | Đang thi công                                         | Cần Thơ                                               | Vĩnh Thạnh                                            |
| -                                                     | IC Thạch Đông                                         |                                                       | Đường Kênh 9A                                         | Đang thi công                                         | An Giang                                              | Tân Hiệp                                              |
| 12                                                    | IC Đường tỉnh 963                                     |                                                       | Đường tỉnh 963                                        |                                                       | An Giang                                              | Tân Hiệp                                              |
| 13                                                    | IC CT.35                                              |                                                       | Đường cao tốc Hà Tiên – Rạch Giá – Bạc Liêu           | Chưa thi công                                         | An Giang                                              | Tân Hiệp                                              |
| 14                                                    | IC Rạch Sỏi                                           |                                                       | Đường tránh Thành phố Rạch Giá                        | Cuối tuyến đường cao tốc                              | An Giang                                              | Châu Thành                                            |
| 1.000 mi = 1.609 km; 1.000 km = 0.621 mi              |                                                       |                                                       |                                                       |                                                       |                                                       |                                                       |